# Escuela Técnica Otto Krause

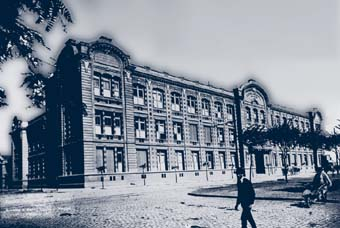
Die Otto-Krause-Technikerschule

Die Escuela Técnica Otto Krause ist eine Technikerschule in der argentinischen Hauptstadt Buenos Aires. 1995 wurde das Gebäude zum Nationalen Historischen Monument erklärt (Gesetz Nr. 24.491).

## Überblick
Die Otto-Krause-Technikerschule befindet sich an der Kreuzung Avenida Paseo Colón und Calle Chile im Stadtteil San Telmo. Sie wurde nach ihrem Gründer, dem Ingenieur Otto Krause, Sohn deutscher Einwanderer, benannt. Die Schule wurde 1897 gegründet und ist somit die älteste Technikerschule des Landes. Das jetzige Gebäude wurde am 24. Mai 1909 eingeweiht.
Die Schule hat rund 2000 Studierende, die Ausbildung dauert sechs Jahre. Die ersten drei Jahre (ciclo básico) sind für eine Schulausbildung, vergleichbar der deutschen Sekundarstufe II, mit technischer Ausrichtung vorgesehen. In den Jahren vier bis sechs findet eine Berufsausbildung zum Techniker in verschiedenen Bereichen statt. Nach Abschluss der Ausbildung kann ein Ingenieursstudium angeschlossen werden.